# エルンスト・クンマー
エルンスト・エドゥアルト・クンマー（Ernst Eduard Kummer、1810年1月29日 - 1893年5月14日）は、ドイツの数学者。カール・ワイエルシュトラス、レオポルト・クロネッカーと共に、ベルリン大学の三大数学者の一人として指導的役割を果たした。

## 生涯
クンマーはプロイセン王国ゾーラウ（現在のポーランド・ルブシュ県ジャリ）で1810年に生まれた。
1831年にハレ大学からPh.D.を取得した。博士論文"De cosinuum et sinuum potestatibus secundum cosinus et sinus arcuum multiplicium evolvendis"は1年後に出版され、賞を受賞した。
応用数学に長けていたクンマーは、ドイツ軍の将校に弾道学の訓練を行った。その後ギムナジウムで10年間教鞭をとり、教え子の一人のレオポルド・クロネッカーの数学者としてのキャリアに影響を与えた。
1840年に、フェリックス・メンデルスゾーンのいとこのオッティリー・メンデルスゾーン(Ottilie Mendelssohn)と結婚した。なお、フェリックス・メンデルスゾーンの妹も、数学者ペーター・グスタフ・ディリクレと結婚している。オッティリーとは1848年に死別し、その直後にオッティリーの母方のいとこのベルタ・カウアー(Bertha Cauer)と結婚した。クンマーには13人の子供がいた。娘のマリーは、数学者のヘルマン・アマンドゥス・シュヴァルツと結婚した。
クンマーは1890年に教職と研究を引退し、その3年後の1893年にベルリンで亡くなった。

## 数学
最初は関数論を研究していたが、1840年代からは代数的整数論に関心を持つようになり、円分体とそのイデアル類と類数を中心的に研究するようになった。彼はその後のイデアル論の基礎となるものを確立し、L関数の値のp進的な性質を調べていった。この他、砲弾の弾道計算で業績を残している。オーギュスタン・ルイ・コーシーとガブリエル・ラメが行った虚数を含む素因数分解に一意性がないことを指摘した。しかし、クンマーは一意性の問題に取り組み、多くの場合について一意性を復活させる方法として理想数を導入した。この方法はのちにリヒャルト・デーデキントによってまとめられ、イデアル概念が生まれた。
大学での講義中、とっさに九九が計算できなかった逸話が有名である。数々の業績を残した彼だが、瞬発的な数字の計算能力はむしろ低かったようである。